# یوکیتاکا ومی
یوکیتاکا ومی (به انگلیسی: Yukitaka Omi) بازیکن فوتبال اهل ژاپن و عضو تیم ملی فوتبال ژاپن است که در تاریخ ۲۳ مه ۱۹۷۸ میلادی اولین بازی ملی‌اش را انجام داد. او در ۶ بازی ملی حضور داشت و آخرین بازی ملی خود را در تاریخ ۲ آوریل ۱۹۸۰ میلادی انجام داد. یوکیتاکا ومی در بازی‌های ملی‌اش
گلی به ثمر نرساند.